# Chlumec nad Cidlinou II
Chlumec nad Cidlinou II (Hradecké Předměstí) je část města Chlumec nad Cidlinou v okrese Hradec Králové. Nachází se na východě Chlumce nad Cidlinou. V roce 2009 zde bylo evidováno 79 adres. V roce 2001 zde trvale žilo 216 obyvatel.
Chlumec nad Cidlinou II leží v katastrálním území Chlumec nad Cidlinou o výměře 17,02 km2.